# Khalid Mohammed Sabbar
Khalid Mohammed Sabbar (Irak; 23 de febrero de 1973) es un exfutbolista y entrenador de fútbol de Irak que jugaba en la posición de defensa. Desde 2019 es el entrenador de la selección nacional juvenil.

## Carrera

### Club
| Periodo   | Club         |
| --------- | ------------ |
| 1995–1997 | Al-Zawraa    |
| 2000–2005 | Al-Shorta    |
| 2005–2006 | Erbil SC     |
| 2006–2009 | Kirkuk FC    |
| 2008–2011 | Al Ramadi SC |

### Selección nacional
Jugó para Irak en 30 ocasiones de 1996 a 2002 y anotó un gol, el cual fue el 5 de diciembre de 1996 en la victoria por 2-0 ante Irán en la Copa Asiática 1996.

### Entrenador
| Periodo | Club          |
| ------- | ------------- |
| 2016    | Al-Kahraba SC |
| 2018    | Al-Kahraba SC |
| 2019–   | Irak U-20     |

## Logros
- Liga Premier de Irak: 1

1995-96
- Copa de Irak: 3

1995-96, 2001-02, 2002-03
- Copa Élite Iraquí: 3

2000, 2001, 2002